# 템플턴역
템플턴(Templeton)은 메트로 밴쿠버 스카이트레인 캐나다선의 고가역이다. 이 역은 브리티시컬럼비아주 밴쿠버 시내 남쪽 리치몬드에 위치하고 있으며 시아일랜드 동쪽 부분의 그라우어 랜드(Grauer Lands)에 건설되었다.
밴쿠버 국제공항 당국은 템플턴을 포함한 캐나다선의 공항 지선에 최대 3억 달러를 기부했다. 이 역은 시아일랜드 센터와 함께 캐나다선의 가이드웨이를 지나는 고가 항공기 유도로를 향후 건설할 수 있도록 지상에 건설되었다.

## 운행 정보
템플턴역은 밴쿠버 국제공항의 장기 주차장과 버크빌, 맥아더글렌 디자이너 아울렛 밴쿠버 공항, 사무실, Sea Island의 동쪽 끝에 있는 경공업 공간을 제공하여 YVR과 다운타운 밴쿠버까지 직통 고속 교통 서비스를 제공한다. 이 역은 또한 북서쪽의 아이오나섬과 아이오나, 맥도널드 비치 지역 공원, 남서쪽의 YVR의 남쪽 터미널로 가장 직접적인 접근을 제공한다.

## 역 정보

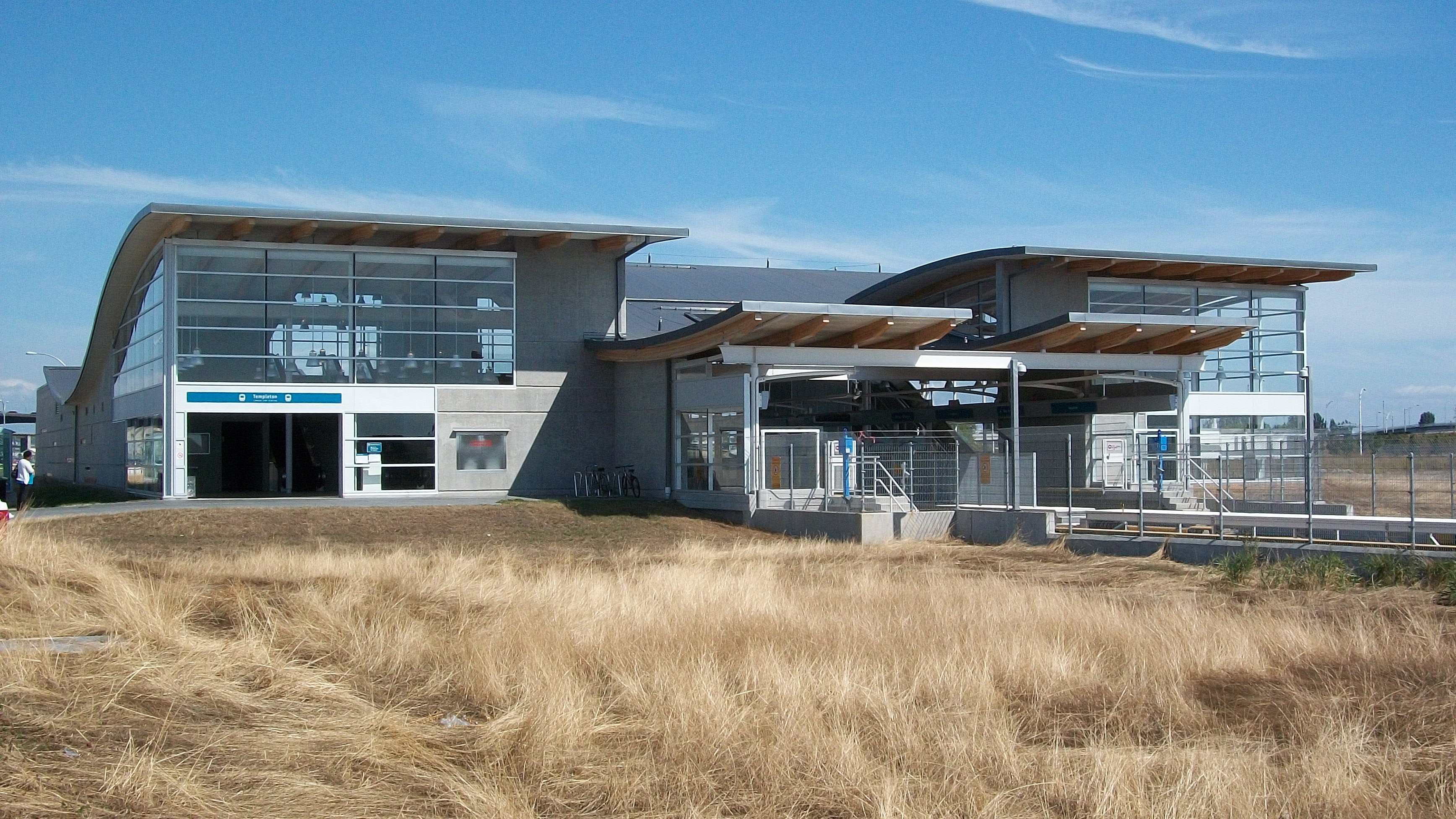
역 북쪽의 보행자 전용 통로.

### 역 구조
| S | 거리층                          | 출구                                        |
| C | 대합실(Concourse)               | 중앙홀 개집표기, 컴파스 자동발매기          |
| M | 대합실(Mezzanine)               | 승강장과 연결되는 고가 보행로               |
| T | 상대식 승강장, 오른쪽 문이 열림 | 상대식 승강장, 오른쪽 문이 열림             |
| T | 1번 승강장 내행                 | ← ■ 캐나다선 워터프런트 방면 (브리지포트)   |
| T | 2번 승강장 외행                 | ■ 캐나다선 YVR-공항 방면(시아일랜드 센터) → |
| T | 상대식 승강장, 오른쪽 문이 열림 |                                             |

### 입구
템플턴역에는 두 개의 입구가 있다. 북쪽 입구는 템플턴역 도로(Templeton Station Road)에 인접해 있으며, 맥아더글렌 디자이너 아울렛 밴쿠버 공항으로 접근할 수 있다. 남쪽 입구는 넓은 주차장에 인접해 있다.

### 공항 추가 요금
시아일랜드의 모든 역과 마찬가지로 ― YVR-공항, 시아일랜드 센터, 템플턴 ― 5달러의 추가 요금인 "YVR AddFare"는 현금, 컴퍼스 카드에 저장된 요금 또는 역에서 브리지포트역 또는 그 이상으로 출발하는 동행 이용객을 위해 역에서 구입한 일일권에 적용된다. 월 정기권 이용은 면제되며, 시아일랜드 센터에서 구입하여 활성화된 일일권 이용도 면제된다. 템플턴에서 이용은 추가 요금이 부과되지 않는다. YVR-공항, 시아일랜드 센터, 템플턴역 간 이동은 무료이다.

## 향후 운영
2007년에 개발된 20년간의 마스터 플랜에서 YVR은 기존 터미널 연석 공간의 혼잡을 완화하기 위해 역에 특정 터미널 시설(승객 및 수하물 체크인 등)을 배치하고 역 근처에 새로운 장기 공공 및 직원 주차장을 제공할 가능성을 확인했다. 캐나다선의 다른 여러 역과 함께 템플턴역에 셀프 서비스 승객 체크인 키오스크가 설치되었다.